# Angelo Binaschi
Angelo Binaschi (Cozzo, Provincia de Pavía, Italia, 15 de enero de 1889 - Mortara, Provincia de Pavía, Italia, 15 de marzo de 1973) fue un futbolista italiano. Se desempeñaba en la posición de defensa.

## Selección nacional
Fue internacional con la selección de fútbol de Italia en 9 ocasiones. Debutó el 6 de enero de 1911, en un encuentro ante la selección de Hungría que finalizó con marcador de 1-0 a favor de los húngaros.

## Clubes
| Club               | País   | Año         |
| ------------------ | ------ | ----------- |
| U. S. Pro Vercelli | Italia | 1907 - 1921 |

## Palmarés

### Campeonatos nacionales
| Título  | Club               | País   | Año     |
| ------- | ------------------ | ------ | ------- |
| Serie A | U. S. Pro Vercelli | Italia | 1909    |
| Serie A | U. S. Pro Vercelli | Italia | 1910-11 |
| Serie A | U. S. Pro Vercelli | Italia | 1911-12 |
| Serie A | U. S. Pro Vercelli | Italia | 1912-13 |
| Serie A | U. S. Pro Vercelli | Italia | 1920-21 |